# Jordà (riu)
El Jordà (en hebreu: נְהַר הַיַּרְדֵּן, Nəhar hayYardēn, en àrab: نهر الأردن, nahr al-Urdunn) és un riu de 320 km de longitud total, que ocupa la part més baixa d'una fossa tectònica. Neix en les muntanyes de l'Antilíban, en els contraforts septentrionals del turons del Golan, des d'on fluïx cap al sud fins a desembocar al mar de Galilea. Desguassa d'aquest llac pel seu costat sud, dirigint-se cap a la seva desembocadura final, el mar Mort. El riu fa de frontera entre Israel (i el territori ocupat de Cisjordània) i Jordània. La zona de la vall del riu Jordà és famosa perquè és la zona del planeta que està situada més per sota del nivell del mar. Aquí s'hi situa Jericó, la ciutat més antiga del món. I, finalment, el desert de Palestina, situat al sud del país entre el Sinaí i el desert de Jordània.

## Història
El riu Jordà és el més gran de Terra Santa, i un dels més importants de la terra històrica de Canaan, juntament amb el riu Orontes, i escenari de molts esdeveniments bíblics.
Els israelians, que dirigits per Moisès, abandonen Egipte. Josuè va travessar el riu Jordà i va conquerir Jericó (1240 aC). La predicació de Joan Baptista i el baptisme de Jesús (Evangeli Mateu 3,5-6 13) se situen a la seva riba.
El 1965 Israel va anunciar el desviament del riu Jordà, amb la finalitat de portar l'aigua cap al seu territori per tal de desenvolupar els seus plans d'expansió. El desviament representava un cop mortal per l'agricultura jordana palestina (cisjordana) i és la llavor de la Guerra dels sis dies. El riu Jordà és un lloc important per als jueus.
Els àrabs anomenen el riu Jordà com a al-Urdunn, que fou una antiga divisió administrativa que ocupava part dels territoris propers al riu.